# PSR J0108-1431
PSR J0108-1431 es un púlsar en la constelación de Cetus, el monstruo marino. Descubierto en 1994, inicialmente se estimó que se encontraba a menos de 100 pársecs del sistema solar, siendo por tanto la estrella de neutrones más próxima. Actualmente se piensa que se halla más alejado, a una distancia comprendida entre 420 y 590 años luz. En cualquier caso, es uno de los pulsares más cercanos a la Tierra.
PSR J0108-1431 tiene un período de 0,808 s. Dicho valor, junto a la derivada del período (dP = 7,44 × 10−17 s s−1), corresponde a una edad de 166 millones de años, por lo que es uno de los pulsares conocidos más antiguos. En concreto, en el diagrama P-dP se encuentra situado muy cerca de la línea de muerte de los pulsares. De hecho es el segundo pulsar más tenue en la frecuencia de 400 MHz. En 2008 se encontró el posible equivalente de este objeto en longitudes de onda visibles; su magnitud en banda B (≈ 27,9) y banda V (>= 27,8), es consistente con un espectro térmico correspondiente a una temperatura de brillo de 90.000 K.
Observaciones en longitudes de onda submilimétricas con el telescopio Heinrich Hertz descartan la presencia de un disco circunestelar alrededor de PSR J0108-1431 con masa suficiente (igual o mayor a 0,01 masas solares) para permitir la formación de planetas.